# Kremno
Kremno (biał. Крэмнае, Kremnaje; ros. Кремное, Kriemnoje) – wieś na Białorusi, w obwodzie homelskim, w rejonie żytkowickim, w sielsowiecie Ozierany, w pobliżu Turowa.

## Warunki naturalne
Kremno położone jest nad doliną Prypeci, przy jednym z jej starorzeczy. Graniczy z Rezerwatem Krajobrazowym Środkowa Prypeć.

## Historia
Dawniej folwark. W latach 1919–1920 znajdowało się pod Zarządem Cywilnym Ziem Wschodnich, w okręgu brzeskim, w powiecie mozyrskim. W wyniku traktatu ryskiego miejscowość znalazła się w Związku Sowieckim. Od 1991 w niepodległej Białorusi.